# Guerre de la vache
Guerre de la Vache
La guerre de la vache est le nom donné à une guerre entre 1275 et 1280 sur le territoire de l’actuelle Belgique. Elle s’est déroulée entre Jallet (seigneurie de Goesnes) dont était originaire le voleur de la vache, Ciney (endroit où elle fut volée) et Andenne (endroit où elle fut retrouvée), et mit à feu et à sang une soixantaine de villages du Condroz, faisant environ 15 000 morts.
Ce conflit est peut-être la plus caractéristique des querelles de droit féodal qui provoquaient de longues et sanglantes luttes entre populations soumises par leur situation à deux suzerains différents. Un autre exemple de la même époque est la Guerre des Awans et des Waroux qui décima la Hesbaye.

## Protagonistes et motif de la guerre
Le duc de Brabant et le comte de Luxembourg ainsi que leurs vassaux respectifs y étaient engagés, soutenant soit le marquis de Namur, soit le prince-évêque de Liège, tous deux en dispute à cause d'une vache volée à Ciney (alors capitale du Condroz et bonne ville de la principauté de Liège) et retrouvée sur une foire à Andenne (dépendant de Namur).

## Historique
Lors de la foire à Andenne, en 1275, Gui de Dampierre, marquis de Namur et comte de Flandre, organisa un tournoi. La portée de l'événement, la noblesse de ses participants, requit que l'on organisât un marché afin de pouvoir restaurer ces hôtes. Un certain Engoran, paysan de Jallet (manant du seigneur de Goesnes qui dépendait alors de la principauté de Liège), y amena la fameuse vache, volée à un certain Rigaud de Corbion à Ciney. Le voleur, ayant connaissance du fait que la justice féodale ne s'appliquait que dans la juridiction où était commis un méfait, espérait pouvoir profiter de son larcin sans grande conséquence. Le propriétaire du bovin, reconnaissant son animal, le signala à Jean de Halloy, qui officiait également en tant que bailli du Condroz et qui était à Andenne à l'occasion du tournoi. Comme Andenne était hors de sa juridiction, il proposa malicieusement à Engoran de remettre la vache où il l'avait volée et d'en être quitte, sinon il serait appréhendé dès qu'il pénétrerait en Condroz (ce qu'il devait faire pour rentrer chez lui).
Engoran fit comme convenu mais, dès qu'il arriva en terre condruzienne, les hommes du bailli qui l'accompagnaient, et qui étaient alors dans leur juridiction, s'emparèrent de lui et le pendirent à un arbre.
Cela déplut fortement à la seigneurie de Goesnes et à son seigneur Jean de Goesnes qui avait autorité sur ses manants et ambitionnait par ailleurs de devenir bailli du Condroz à la place de Jean de Halloy. Ses neveux Nicolas et Richard II de Beaufort organisèrent donc en 1275 une expédition, avec les seigneurs de Celles et de Spontin et détruisirent le château de Halloy. Aussitôt, Jean de Halloy répliqua, allant incendier les terres de Goesnes. La seigneurie de Goesnes - bien qu'inféodée à Liège - demanda l'aide du marquis de Namur, Gui de Dampierre, qui engagea le Luxembourg dans le conflit (Gui de Dampierre avait épousé Isabelle, la fille du comte Henri V de Luxembourg). Henri VI, fils d'Henri V, était l'époux de Béatrice d'Avesnes.
Namurois et Luxembourgeois firent le siège de Ciney. Ses défenseurs furent tous brûlés vifs dans l'église. Le corpulent prince-évêque de Liège, Jean d'Enghien, n'escomptait pas surenchérir, malgré les sollicitations des Condruziens. Les Liégeois révoltés par cette mollesse élurent donc un mambour en la personne de Bouchard de Hainaut qui fédéra rapidement les vassaux du Prince-Evêque afin de riposter. Les Dinantais notamment partirent à l'attaque de Spontin.

## Dénouement
La guerre de la Vache prit fin en 1280. Elle ne cessa que sur l'intervention du roi de France, Philippe le Hardi, dont l'arbitrage fut sollicité par des belligérants épuisés par 3 années passées à guerroyer sans que se dessine un avantage net pour l'une ou l'autre partie. Le souverain fit tout simplement rentrer les choses dans l'ordre existant avant les hostilités.

## Sources
- La Légende de la Guerre de la Vache, sur le site de la ville de Ciney ; (archive) La guerre de la Vache, sur l'ancien site Ciney Virtuel, 2011
- Guerre de la Vache (1275-1278), sur le site eupedia.com
- Claude Gaier, Armes et combats dans l'univers médiéval, 2004, volume 2,  (ISBN 9782804145439)
- Mathieu-Lambert Polain, Histoire de l’ancien pays de Liège, t. 2, Liège, Imprimerie J. Ledoux, 1847, 455 p. (lire en ligne), pp. 9 à 15
- Édouard Poncelet, La guerre dite « de la vache de Ciney », Bulletin de la Commission royale d'Histoire, 3, 1893, p. 275-395
- Philippe Wascotte, Légende et réalité : La guerre de la vache de Ciney et la naissance du sentiment national liégeois (1275 – 1278), Andenne, Lallemend, 1998, 125 p.
- Bruno Fuligni et Bruno Leandri, Les Guerres stupides de l’Histoire, Groupe Margot, 2019, 201 p. (ISBN 9782711200931)
- Eugène Charles François Bernard Coussement, Résumé des guerres et description des batailles dont les provinces actuelles de la Belgique ont été le théâtre, depuis Jules-César jusqu’à nos jours, Bruxelles et Leipzig, Émile Flatau, 1859, 200 p. (lire en ligne), p. 57-59